# توبياس كون (كاتب طبي)
توبياس كون (بالألمانية: Tobias Kohen)‏ هو كاتب طبي ألماني (وحمل سابقاً جنسية الدولة العثمانية)، ولد في 1652 في متز في فرنسا، وتوفي في 1729 في القدس في فلسطين.